# Club Sportif Sfaxien
El Club Sportif Sfaxien (en árabe: النادي الرياضي الصفاقسي‎) es un club deportivo de Túnez de la ciudad de Sfax. Fue fundado en 1928 como Club Tunisien y los colores tradicionales del club son el negro y el blanco. El club es principalmente conocido por su equipo de fútbol, que juega en la Primera división tunecina, y es uno de los equipos más importantes del país.

## Historia
El club fue fundado en 1928 como Club Tunisien, jugando en una franja verde y rojo. El equipo fue ascendido a la Primera División de Túnez en 1947. En 1950, el primer grupo de simpatizantes fue fundada por Fendri Béchir, y en 1962 el club pasó a denominarse "Club Sportif Sfaxien" y los colores del equipo se transformaron en la actual franja en blanco y negro. Cuenta también con equipos en otros deportes como baloncesto, voleibol, Rugby, boxeo, judo y halterofilia.
CSS celebra su medio centenario en 1978 por ganar el título de la Liga tunecina, en gran parte gracias a las impresionantes actuaciones de sus tunecino internacionales, en particular Agrebi Hamadi, Mohamed Ali Akid y Mokhtar Dhouib.
En noviembre de 1998, la CSS ganó la Copa CAF por primera vez, superando al ASC Jeanne d'Arc de Senegal, en la final y más recientemente, llegó a la final de la Liga de Campeones de la CAF 2006, pero fueron derrotados 2-1 ante el Al Ahly de Egipto.
CSS consiguió el título de la Copa Confederación de la CAF 2007 tras imponenrse en la final al Al-Merreikh de Sudán.

## Jugadores

### Jugadores destacados
- Naceur Bedoui
- Abdelwahed Ben Abdallah
- Khaled Fadhel
- Sahbi Sebai
- Wissem Abdi
- Ilyes Ben Salah
- Mokhtar Dhouib
- Abdallah Hajri
- Imed Ketata
- Raouf Najar
- Habib Tounsi
- Hatem Trabelsi
- Nizar Trabelsi
- Sami Trabelsi
- Tarak Taieb
- Papa Malick Ba
- Hammadi Agrebi
- Hafed Ben Salah
- Anis Boujelbene
- Monji Dalhoum
- Sofiène Fkih
- Ali Graja
- Alaya Sassi
- Skander Souayah
- Chokri Trabelsi
- Mourad Jahmoun
- Blaise Lelo Mbele
- Apoko
- Joetex Asamoah Frimpong
- Tenema N'Diaye
- Mohamed Ali Akid
- Amor Ben Tahar
- Imed Ben Younes
- Mohamed Salah Meftah
- Hamza Younés
- Didier Ndong

## Palmarés

### Títulos nacionales
- Liga de Túnez (8): 1969, 1971, 1978, 1981, 1983, 1995, 2005, 2013.
- Copa Presidente de Túnez (7): 1971, 1995, 2004, 2009, 2019, 2021, 2022.
- Copa de la Liga de Túnez (1): 2003.

### Títulos internacionales
- Copa Confederación de la CAF (3): 2007, 2008, 2013.
- Copa CAF (1): 1998.

### Títulos amistosos
- Campeonato de Clubes Árabes (2): 2000, 2004.
- Recopa del Norte de África (1): 1999.

## Participación en competiciones internacionales

#### Por competición
- Para los detalles estadísticos del club véase Anexo:Club Sportif Sfaxien en competiciones internacionales.

Nota: En negrita competiciones activas.
| Competición                                            | Temp. | PJ  | PG | PE | PP | GF  | GC  | Dif. | Puntos | Títulos | Subtítulos |
| ------------------------------------------------------ | ----- | --- | -- | -- | -- | --- | --- | ---- | ------ | ------- | ---------- |
| Liga de Campeones de la CAF                            | 4     | 36  | 22 | 6  | 8  | 55  | 26  | +29  | 72     | –       | 1          |
| Copa Africana de Clubes Campeones                      | 2     | 8   | 3  | 1  | 4  | 11  | 9   | +2   | 10     | –       | –          |
| Supercopa de la CAF                                    | 3     | 3   | 0  | 0  | 3  | 4   | 7   | -3   | 0      | –       | 3          |
| Copa CAF                                               | 2     | 14  | 8  | 3  | 3  | 28  | 9   | +19  | 27     | 1       | –          |
| Copa Confederación de la CAF                           | 12    | 124 | 61 | 35 | 28 | 175 | 96  | +79  | 218    | 3       | –          |
| Total                                                  | 23    | 185 | 94 | 45 | 46 | 273 | 147 | +126 | 327    | 4       | 4          |
| Actualizado a la Copa Confederación de la CAF 2021-22. |       |     |    |    |    |     |     |      |        |         |            |

### CAF
- Liga de Campeones de la CAF: 4 apariciones

2006 - Subcampeón
2014 - Semifinales
2015 - Segunda Ronda
2020-21 - Primera Ronda
- Copa Africana de Clubes Campeones: 2 apariciones

1984 - Primera Ronda
1996 - Semifinales
- Copa Confederación de la CAF: 12 apariciones

2007 - Campeón
2008 - Campeón
2009 - Tercera ronda
2010 - Subcampeón
2012 - Primera ronda
2013 - Campeón
2015 - Fase de grupos
2017 - Cuartos de final
2018-19 - Semifinales
2019-20 - Primera Ronda
2020-21 - Cuartos de final
2021-22 - Fase de grupos
- Supercopa de la CAF: 3 apariciones

2008 - Subcampeón
2009 - Subcampeón
2014 - Subcampeón
- Copa CAF: 2 apariciones

1998 - Campeón
1999 - Cuartos de final
- Recopa del Norte de África: 1 aparición

1999 - Campeón

### UAFA
- Liga de Campeones Árabe: 3 apariciones

2000, 2004, 2005

## Entrenadores
- 1947–48 :  Taoufik Ben Slama
- 1948–49 :  Xavier Scotto
- 1949–50 :  Marc Orsoni
- 1950–51 :  Ehms
- 1951–52 :  Noël Gallo
- 1953–55 :  Habib Marzouk
- 1955–57 :  Mohamed Najjar
- 1957–58 :  Habib Marzouk,  Habib Fendri
- 1958–59 :  Mongi Keskes
- 1959–60 :  Mokhtar Arribi,  Saïd Haddad (interino)
- 1960–61 :  Mokhtar Arribi,  Habib Marzouk
- 1961–66 :  Milan Kristic
- 1966–68 :  Branislav Acimovic
- 1968–71 :  Jivko Popadic
- 1971–72 :  Gregors Georgevic
- 1972–73 :  Jivko Popadic
- 1973–74 :  Ammar Nahali
- 1974–75 :  Rado Radocijic
- 1975–76 :  Rado Radocijic,  Habib Jerbi
- 1976–78 :  Milor Popov
- 1978–79 :  Rado Radocijic
- 1979–80 :  Mongi Delhoum
- 1980–81 :  Michael Pfeiffer
- 1981–82 :  Peter Mucha,  Manfred Steves
- 1982–84 :  Milor Popov
- 1984–85 :  Jean-Pierre Knayer,  Milor Popov
- 1985–86 :  Milor Popov,  Ahmed Ouannes
- 1986–87 :  Hervé Revelli,  Ryszard Kulesza
- 1987–88 :  Mokhtar Tlili
- 1988–89 :  Gregors Georgevic
- 1989–90 : Peter Kaminov,  Rado Radocijic,
 Aladjov,  Habib Jerbi
- 1990–91 :  Jean-Pierre Knayer,  Mongi Delhoum
- 1991–92 :  Mongi Delhoum,  Habib Jerbi, Jamaleddine Ayadi
- 1992–93 :  Amor Dhib
- 1993–94 :  Amor Dhib,  Paulo Rubim
- 1994–95 :  Paulo Rubim
- 1995–96 :  David Ferreiran,  Werner Olk,
 Paulo Rubim
- 1996–97 :  Paulo Rubim,  Faouzi Benzarti y  Eckhard Krautzun
- 1997 :  Yuri Sebastienko,  Habib Mejri
- 1997–99 :  Eckhard Krautzun (Nov 1997–Feb 99)
- 1999–00 :  Dutra,  Khaled Ben Yahya
- 2000–01 :  Miodrag Ješić,  Riadh Charfi
- 2001–02 :  Sylvester Takac,  Milos Milovic,
  Manuel Amoros
- 2002–03 :  Otto Pfister (julio de 2002–junio de 2003)
- 2003–04 :  Mrad Mahjoub
- 2004–06 :  Michel Decastel
- 2006–07 :  Mrad Mahjoub (julio de 2006–0?)
- 2007–08 :  Michel Decastel (enero de 2007–marzo de 2008)
- 2008 :  Khaled Ben Yahya
- 2008–09 :  Ghazi Ghrayri
- 2009 :  Azzedine Aït Djoudi (mayo de 2009–octubre de 2009)
- 2009–10 :  Luka Peruzović (octubre de 2009–mayo de 2010)
- 2010 :  Pierre Lechantre (junio de 2010–diciembre de 2010)
- 2010–11 :  Nabil Kouki (diciembre de 2010–junio de 2011)
- 2011 :  Reinhard Stumpf (septiembre de 2011–diciembre de 2011)
- 2012 :  Nabil Kouki (enero de 2012–octubre de 2012)
- 2012 :  Ruud Krol (octubre de 2012–13)
- 2013 :  Hamadi Daw (2013–14)
- 2014 :  Philippe Troussier (julio de 2014–15)
- 2015 :  Paulo Jorge Rebelo Duarte (2015)
- 2015 :  Chiheb Ellili (2015-2016)
- 2016 :  Nestor Clausen (2016-2017)
- 2017 :  Jorge Costa (2017)
- 2017 :  Jose Mota (2017)
- 2017 :  Lassâad Dridi (2017-2018)
- 2018 :  Ghazi Ghrairi (2018)
- 2018 :  Ruud Krol (2018-2019)
- 2019 :  Nebojsa Jovovic (2019)
- 2019 :  Fethi Jebel (2019-2020)
- 2020 :  Faouzi Benzarti (2020)
- 2020 :  Anis Boujelbene (2020-2021)
- 2021 :  José Murcia González (2021)
- 2021 :  Hammadi Daou (2021)
- 2021-22 :  Jorge Costa (2021-22)
- 2022 :  Nabil Kouki (2022-)

## Presidentes
| - 1928–31 : Zouhair Ayadi - 1931–32 : Ali Cherif - 1932–34 : Messaoud Ben Saad - 1934–36 : Ahmed Bouslama - 1936–38 : Abderrahmane Aloulou - 1938–46 : Mohamed Elloumi - 1946–48 : Habib Meziou - 1948–50 : Abdelkader Jemal - 1950–51 : Abdelaziz Hammami - 1951–53 : Tahar Elleuch - 1953–54 : Tahar Gargouri - 1954–55 : Mohamed Halouani | - 1955–56 : Ahmed Akrout - 1956–61 : Habib Larguech - 1961–64 : Abdesselem Kallel - 1964–65 : Mohamed Driss - 1965–66 : Taoufik Zahaf - 1966–67 : Hédi Bouricha - 1967–70 : Taoufik Zahaf - 1970–72 : Ahmed Fourati - 1972–75 : Taoufik Zahaf - 1975–76 : Mohamed Mezghanni - 1976–78 : Taoufik Zahaf - 1978–79 : Ismaïl Baklouti | - 1979–80 : Hédi Bouricha - 1980–88 : Abdelaziz Ben Abdallah - 1988–89 : Mohamed Aloulou - 1989–90 : Taoufik Zahaf - 1990–92 : Ismaïl Baklouti - 1992–96 : Abdelaziz Ben Abdallah - 1996–98 : Jamel Arem - 1998-02 : Lotfi Abdennadher - 2002–08 : Slaheddine Zahaf - 2008–10 : Moncef Sellami - 2010–12 : Naoufel Zahaf |